# Castello Sforzesco (Vigevano)

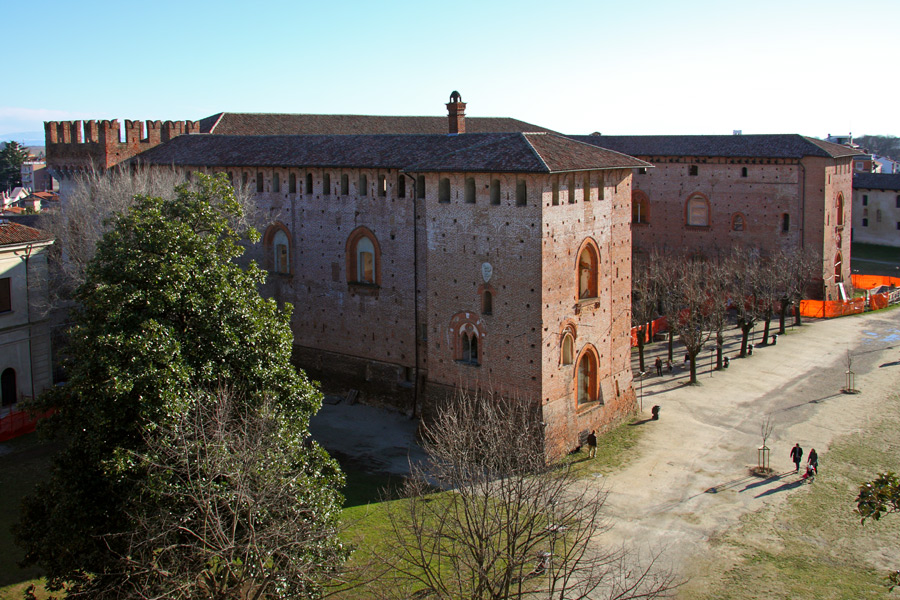
Castello Sforzesco in Vigevano

Das Castello Sforcesco in Vigevano ist eine ehemalige Residenz und eine ausgedehnte Befestigungsanlage des Hauses Sforza.
Das Geschlecht der Sforza regierte in der Renaissance als Herzöge von Mailand über die Lombardei. Das in der Nähe von Mailand befindliche Vigevano war bei den Herzögen beliebt und so baute man die bereits bestehende Burg zu einem eigentlichen Herzogssitz aus.

## Geschichte
Die Anfänge der Befestigungsanlage gehen in langobardische Zeiten zurück. Ab 1345 ließ Luchino Visconti, Herzog von Mailand, die Burg zu einem repräsentativen Herrensitz neu gestalten. Als der Besitz an die Sforza überging, wurden die Gebäude unter Ludovico il Moro unter der Mitwirkung bedeutender Architekten der Renaissance, wie Donato Bramante, umgebaut. Nach dem Erlöschen der Sforza-Dynastie 1535 ging der Besitz an die Habsburger  über, und die Gebäude verfielen. Im Frieden von Vigevano, der 1696 zwischen Frankreich, Savoyen, den Habsburgern und Spanien geschlossen wurde, wurde das Castello als nicht mehr benutzbar erklärt.
Die Österreicher nutzten die Anlage dann als Kaserne und begannen mit einer Renovierung der Gebäude. Seit dem 18. Jahrhundert bis 1861 diente die Anlage Truppen des Königreichs Sardinien. Nach der Einigung Italiens nutzte das Königreich Italien die Anlage weiterhin als Kaserne. Bis 1968 waren italienische Armeeeinheiten dort untergebracht.

## Ausstellungen
Das Gebäude der Secunda scuderia, das 1473 von Galeazzo Maria Sforza errichtet wurde, wird für Wechselausstellungen und als Museum genutzt. Die Ausstellungsräume befinden sich Untergeschoss, im Obergeschoss ist ein Schuhmuseum eingerichtet.